# Mike Tilleman
Michael John "Mike" Tilleman, född den 20 mars 1944 i Chinook, Montana, död den 18 september 2020, var en amerikansk utövare av amerikansk fotboll som spelade defensive tackle (DT) i NFL från 1966 till 1976. Han spelade för Minnesota Vikings, New Orleans Saints, Houston Oilers och Atlanta Falcons.